# John W. Woolley
John Wickersham Woolley, född 1831, död 1928, tillhörde de mormoner som vägrade acceptera påbud från Jesu Kristi Kyrka av Sista Dagars Heliga om att sluta praktisera månggifte.
Bland många av nutida fundamentalistiska mormongrupper betraktas Woolley som apostel, profet och president över prästerskapet.
Vid åtta års ålder erhöll Woolley en patriarkal välsignelse av Joseph Smith Senior som då var Sittande Patriark i Jesu Kristi Kyrka av Sista Dagars Heliga.
Efter John W Woolleys död hävdade sonen Lorin C Woolley att John Taylor, dåvarande president för Jesu Kristi Kyrka av Sista Dagars Heliga, 1886 hade sökt tillflykt i familjens hem i Centerville, Utah. Natten mellan den 26 och 27 september detta år ska Jesus Kristus och Joseph Smith ha uppenbarat sig för Taylor och uppmanat honom att upprätthålla bruket av månggifte.
Dagen därpå ska Taylor samlat fem män (inklusive John, Lorin och George Q Cannon) och utnämnt dem till apostlar med rätt att utnämna på samma sätt. Taylor ska även ha avkrävt dem ett löfte att de skulle försvara, bevara och upprätthålla principen om polygami. Man enades om att inte ett år skulle passera utan att barn skulle födas som resultat av "principen".
1890 presenterade John Taylors efterträdare som president, Wilford Woodruff ett manifest som officiellt förklarade bruket av månggifte avskaffat inom Jesu Kristi Kyrka av Sista Dagars Heliga. John W Woolley och många andra mormoner brydde sig dock inte om detta påbud, varför kyrkans dåvarande president Joseph F. Smith 1904 presenterade ett andra manifest, i vilket det tillkännagavs att de som inte efterkom kyrkans förbud mot månggifte skulle exkommuniceras.
Woolley och hans anhängare fortsatte att trotsa kyrkans officiella linje, varför han blev utesluten ur Jesu Kristi Kyrka av Sista Dagars Heliga. Han samlade då sina anhängare och bildade sin egen fundamentalistgrupp.
När Woolley dog 1928 efterträddes han av sonen Lorin C Woolley.